# Śmierć Prokris (obraz Piera di Cosimo)
Śmierć Prokris (wł. Morte di Procri) – obraz włoskiego malarza i rysownika okresu renesansu Piera di Cosimo.

## Geneza obrazu
Temat obrazu został zaczerpnięty z poematu Owidiusza, w którym opowiada o sile miłości i zazdrości dwojga kochanków, świeżo zaślubionych małżonków Kefalosa, syna boga Hermesa i Prokris, córki króla Aten.
Kefalos wpadł w oko bogini Jutrzence, jednakże skutecznie opierał się przed jej zalotami. Wówczas bogini wyjawiła mu, iż żona zdradzi go z każdym, kto ofiaruje jej złoto. By tego dowieść, zamieniła go w Pteleona, a ten udał się do Aten i tam ofiarował Prokris złotą koronę, a następnie posiadł ją. Postępowanie małżonki rozzłościło Kefalosa i w rewanżu został kochankiem Jutrzenki, a zawstydzona Prokris uciekła na Kretę. Tam kobieta została kochanką króla Minosa po tym jak ofiarował jej psa myśliwskiego i cudowną dzidę, która nigdy nie chybiła na łowach. Po pewnym czasie stęskniona małżonka postanowiła odzyskać męża i w przebraniu za chłopca o imieniu Pterelas wróciła do Aten na, organizowane przez Kefalosa, łowy. Dzięki magicznemu łukowi zwróciła uwagę na organizatora, który zapragnął kupić ów przedmiot. Prokris zgodziła się oddać dzidę tylko za miłość, ale na miłosnym łożu wszystko się wydało i małżonkowie ponownie byli razem. Kefalos często chodził na łowy, co bogini Artemida wykorzystała by wmówić Prokris, iż łowy są jedynie pretekstem, a w rzeczywistości niewierny małżonek nadal spotyka się z Jutrzenką. Kobieta postanowiła sprawdzić to osobiście i gdy mąż wyszedł na polowanie ona wyszła za nim by potwierdzić słowa bogini. Kefalos usłyszawszy szelest za sobą, odwrócił się i myśląc, że jest to skradające zwierzę rzucił weń dzidę. W ten sposób ranił śmiertelnie Prokris za co został wygnany na banicję, na przylądek dzisiaj zwany Kefalonią. Tam z rozpaczy popełnił samobójstwo, a bogowie zamienili parę w gwiazdy i umieścili na niebie.
W historii Owidiusza nie występuje postać fauna. Cosimo prawdopodobnie zaczerpnął postać ze sztuki autorstwa Niccoló da Correggio, która była grana na dworze Ferrary w 1486 roku. Sztuka miała być ostrzeżeniem dla przyszłych żon, by te nie były nadto zazdrosne, bo może to skończyć się tragicznie.

## Opis obrazu
Obraz przedstawia martwą nimfę leżącą na boku na łące. Postać zajmuje praktycznie cała przestrzeń. U jej głowy klęczy faun, a u stóp po lewej stronie siedzi pies Lelaps. W tle widoczna jest plaża i błękitny krajobraz, dwa psy, kot oraz ptaki na niebie, ziemi i wodzie.
Obraz prawdopodobnie był stanowił fragment wieka skrzyni małżeńskiej, w której trzymano posag panny młodej zwanej cassone. Skrzynie takie były bardzo modne w XV i XVI wiecznych Włoszech i w całości najczęściej pokryte były malowidłami. Obrazy malowali nieczęsto znani malarze włoscy m.in. Botticelli czy Tycjan.

## Symboliczna wymowa dzieła
Piero di Cosimo był uczniem Cosimo Rosellego, który praktykował alchemię. Prawdopodobnie tajemną wiedzę przekazał swojemu uczniowi. Zainteresowania i otrzymaną wiedzę Piero di Cosimo przelewał na płótno często malując na nich symboliczne przedmioty lub postacie nawiązujące do nauk hermetycznych. W Śmierci Prokris doszukiwano się również kilku symboli. Apolliński Faun jest uosobieniem istoty dzikiej, a przez to nie skażonej grzechem pierworodnym. Klęcząc, lewą rękę trzyma na ramieniu nimfy, a za jego plecami rośnie drzewo. Zgodnie z naukami, materia pierwotna pochodziła z ciał pierwszych ludzi, a następnie przybrała postać hermetycznego drzewa symbolizującego zmartwychwstanie i nieśmiertelność. Faun miał na imię Luperkus, czyli ten, którzy strzeże przed wilkami. Od jego imienia pochodzi nazwa rzymskiego święta Luperkalia, gdzie młodzieńcy przez pewien czas spędzali żywot jako dzicy w lesie. Faun był również symbolem czystej materii potrzebnej do odkrycia kamienia filozoficznego.
Innym symbolem alchemicznym jest czerwony kolor płaszczu lub pies, Canis Laelaps. Pies symbolizował Hermesa Trismegistosa, boga pradawnej mądrości. Pies pojawia się dwukrotnie na obrazie, po raz drugi w głębi sceny na plaży w towarzystwie innego białego psa i czarnego kota. Zwierzęta są uległe czerwonemu Laelapsowi, co ma oznaczać, iż sztuka alchemii jest poddana woli Hermesa. Również ukazane ptaki mają swoje znaczenie. Latające stworzenia symbolizują materię lotną otrzymywaną przez alchemika w alembiku; chodzące po ziemi reprezentują materię ulegającą kondensacji. Widoczna Czapla w starożytnym Egipcie była symbolem światła i Słońca, oka wszystkowidzącego boga Ra. Bocian symbolizował z kolei rtęć filozoficzną. Dowodem, iż ukazane postacie zwierzęce i postać fauna miały znaczenie alchemiczne jest namalowana przez Cosima kręta ścieżka na piasku gdzieniegdzie pokryta kamieniami. Droga jest symbolem poszukiwań alchemika, który często napotykając przeszkody (kamień) jest zmuszony do zmiany kierunku badań tylko po to, by dotrzeć do celu. Celem takim jest kamień filozoficzny, co symbolizuje Pelikan stojący na końcu ścieżki.